# 布拉德·阿什福德

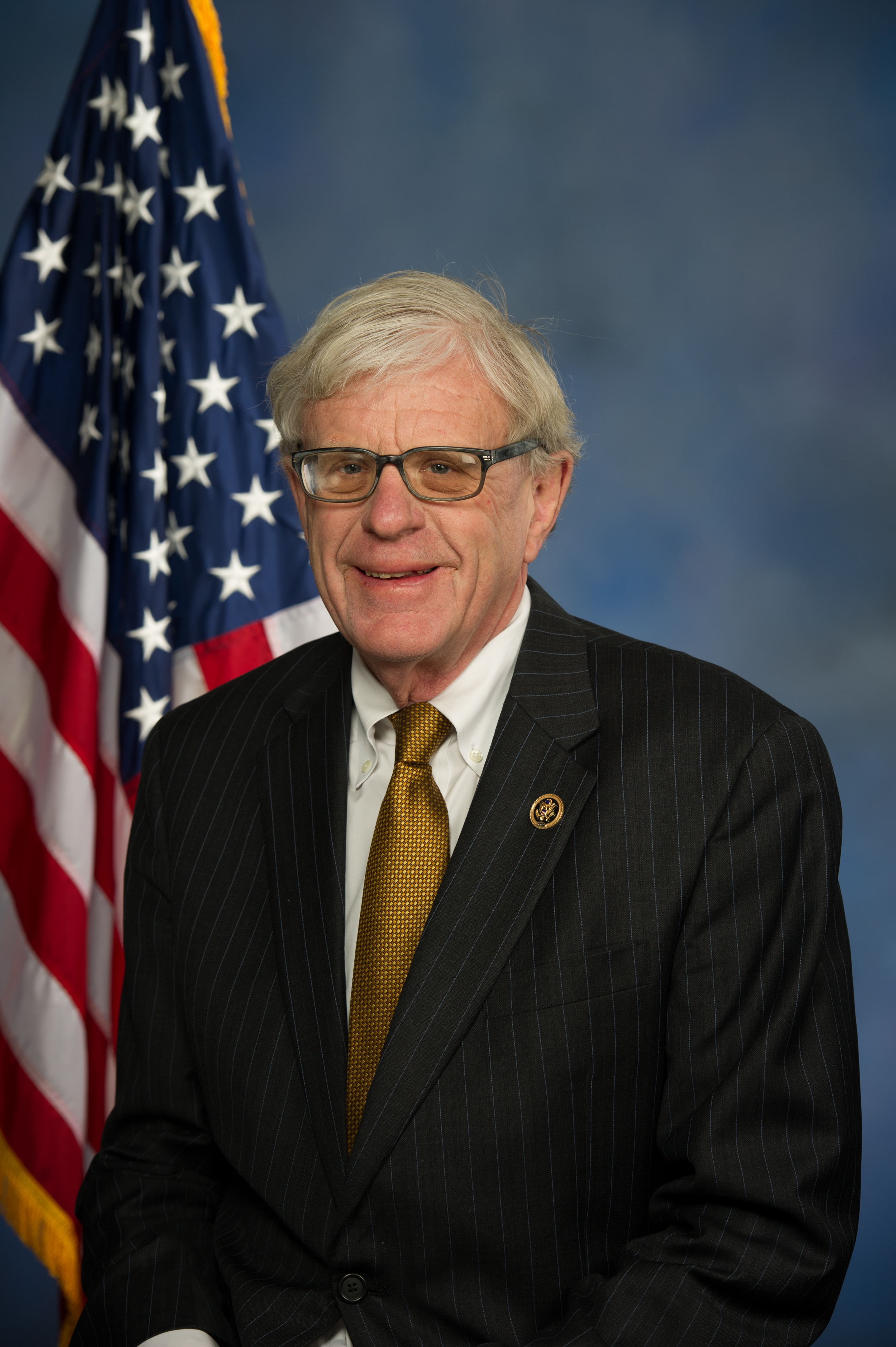
美国国会议员布拉德·阿什福德。

布拉德·阿什福德（Brad Ashford；1949年11月10日—）是美國的一位政治人物。自2015年開始，他是內布拉斯加州第2選舉區選出的美國眾議院議員。他的黨籍是民主黨。阿什福德在2014年戰勝李·泰瑞當選眾議院議員，他也是這次選舉中僅有的兩個民主黨人士戰勝現任共和黨議員的例子。阿什福德曾經多次變換自己的黨籍。